# (1929) Kollaa
(1929) Kollaa és un asteroide que forma part del cinturó d'asteroides i va ser descobert per Yrjö Väisälä des de l'observatori d'Iso-Heikkilä, Finlàndia, el 20 de gener de 1939.

## Designació i nom
Kollaa va rebre al principi la designació de 1939 BS.
Més endavant es va nomenar pel Kollaa, un riu de la Carèlia.

## Característiques orbitals
Kollaa està situat a una distància mitjana del Sol de 2,363 ua, i pot allunyar-se fins a 2,54 ua. La seva excentricitat és 0,075 i la inclinació orbital 7,78°. Triga 1.326 dies a completar una òrbita al voltant del Sol.